# برونوو پلیتزاری
برونوو پلیتزاری (ایتالیایی: Bruno Pellizzari; ۵ نوامبر ۱۹۰۷ – ۲۲ دسامبر ۱۹۹۱) دوچرخه‌سوار اهل ایتالیا بود.
وی در مسابقات کشوری و بین‌المللی در مجموع برندهٔ ۱ مدال برنز شده‌است.